# Parafia św. Jacka w Kamieniu Śląskim
Parafia świętego Jacka w Kamieniu Śląskim – parafia rzymskokatolicka, znajdująca się w diecezji opolskiej, w dekanacie Kamień Śląski.